# هيم ب
هيم ب أو هيم باء أو هيم B هو الهيم الأكثر وفرة. الهيموغلوبين والميوغلوبين هما مثالان على بروتينات نقل الأكسجين
التي تحتوي على الهيم ب. تحتوي عائلة إنزيمات البيروكسيداز أيضًا على الهيم ب. وإنزيمات COX-2 (انزيمات الأكسدة الحلقية) من الشهرة الحديثة، تحتوي أيضًا على الهيم B في أحد موقعين نشطين.
بشكل عام، يرتبط الهيم B بمصفوفة البروتين المحيطة (المعروفة باسم البروتين الأبوي) من خلال رابطة تناسقية (تساهمية) واحدة بين حديد الهيم وسلسلة جانبية من الأحماض الأمينية.
يحتوي كل من الهيموغلوبين والميوغلوبين على رابطة تناسقية مع هيستيدين محفوظ تطوريًا، في حين أن سينثيز أكسيد النيتريك والسيتوكروم P450 لهما رابطة تنايقية إلى سيستين محفوظ تطوريًا مرتبط بمركز الحديد في الهيم ب. يرتبط الحديد بأربعة نيتروجين من البورفيرين (مكونًا مستويًا Plane) وإلكترونًا واحدًا يتبرع بذرة من البروتين، ويكون الحديد غالبًا في حالة خماسية التساهم. عندما يرتبط الأكسجين أو أول أكسيد الكربون السام، يصبح الحديد سداسي التناسق. تم توضيح الهياكل الصحيحة للهيم ب ووهيم س ( Hem S ) لأول مرة بواسطة الكيميائي الألماني هانز فيشر.